# Hoosh
Hoosh war auf englischsprachigen Antarktisexpeditionen zu Beginn des 20. Jahrhunderts die Bezeichnung für suppenähnliche Eintopfgerichte.
Die Zubereitung erfolgte meist im Primuskocher. Die Zusammensetzung eines Hooshs war unterschiedlich, je nach Verfügbarkeit von Lebensmitteln. Zumeist wurde er hergestellt, indem man Pemmikan mit Wasser aufkochte und harte, mit Gluten verfestigte Zwiebackstücke hinzufügte. Um den Geschmack noch zu verbessern, kochte man auch Speck, Käse, Erbsenmehl, Zucker oder Haferflocken mit. Häufig enthalten waren  auch Rosinen und Fleisch von Pinguinen, Robben und Ponys. 
Apsley Cherry-Garrard verwendet den Begriff häufig in seinem Bericht Die schlimmste Reise der Welt, sogar für die gemischte Nahrung für Ponys und Maultiere. Ernest Shackletons Bericht The Heart of the Antarctic zur Nimrod-Expedition enthält über 40 Mal diesen Ausdruck, der vorher schon in Robert Falcon Scotts Buch The Voyage of the Discovery zur Discovery-Expedition Verwendung fand. 